# Нейра, Мануэль
Мануэль Алехандро Нейра Диас (исп. Manuel Alejandro Neira Díaz; 12 октября 1977, Сантьяго, Чили) — чилийский футболист, бывший нападающий известный по выступлениям за клубы «Унион Эспаньола», «Коло-Коло» и сборную Чили. Участник Чемпионата мира 1998 года.

## Клубная карьера
Нейра начал карьеру в клубе «Коло-Коло». В первом сезоне он не проходил в основу, поэтому после открытие трансферного окна перешёл в клуб второго дивизиона «Эвертон» из Винья-дель-Мар на правах аренды. За два сезона Мануэль забил 11 голов в 21 матче и вернулся в «Коло-Коло» уже основным нападающим. Он дважды помог команде дважды выиграть чилийскую Примеру и Кубок Чили.
В 1999 году Нейра покинул клуб и на протяжении трёх лет выступал за испанский «Лас-Пальмас», аргентинский «Расинг», колумбийскую «Америку» в составе которой выиграл Кубок Мустанга и «Унион Эспаньола». В 2002 году Мануэль вернулся в «Коло-Коло». В 2002 году он в третий раз выиграл чемпионат Чили и стал его лучшим бомбардиром. В конце 2004 года Нейра покинул Чили и полгода выступал в Лиге MX за мексиканский «Хагуарес Чьяпас». Летом того же года он вернулся в «Унион Эспаньола». Нейра забил 19 голов в 29 матчах и помог команде выиграть Клаусуру 2005. Своими бомбардирскими подвигами он заинтересовал множество клубов. В начале 2007 года Мануэль перешёл в «Хапоэль (Тель-Авив)» из Тель-Авива. В январе на Кубке Первого канала в поединке против московского ЦСКА, он получил травму в столкновении с Элвером Рахимичем. Из-за этого повреждения Нейра не смог дебютировать за новую команду и после окончательного восстановления вернулся в «Унион Эспаньола», в третий раз. В декабре года интерес к Мануэлю проявлял турецкий «Газиантепспор», но после просмотра он вернулся обратно.
В 2009 году Нейра покинул команду два года выступал за мексиканский «Сан-Луис», эквадорский «Универсидад Католика» и «Сантьяго Морнинг». В 2012 году он завершил карьеру в клубе «Унион Сан-Фелипе».

## Международная карьера
В 1998 году Нейра попал в заявку сборной Чили на участие в Чемпионате мира во Франции. На турнире он был запасным и не сыграл ни минуты. В 2001 году Мануэль принял участие в розыгрыше Кубка Америки. На турнире он сыграл в матчах против команд Колумбии и Мексики.

## Достижения
Командные
 «Коло-Коло»
- Чемпионат Чили по футболу — Кл. 1997
- Чемпионат Чили по футболу — 1998
- Чемпионат Чили по футболу — Кл. 2002
- Обладатель Кубка Чили — 1994

 «Америка Кали»
- Чемпионат Колумбии по футболу — 2001

 «Унион Эспаньола»
- Чемпионат Чили по футболу — Ап. 2005

Индивидуальные
- Лучший бомбардир чилийской Примеры — Кл. 2002